# Ramsés Rueda Rueda
Ramsés Rueda Rueda (Socorro, Santander; 25 de junio de 1962) El General Ramsés Rueda Rueda fue un destacado oficial de la Fuerza Aérea Colombiana (FAC) actualmente en uso de buen retiro. El 10 de diciembre de 2018 fue designado por el presidente Iván Duque Márquez como Comandante de la Fuerza Aérea Colombiana.
Ingresó como Cadete a la Escuela Militar de Aviación Marco Fidel Suárez en 1981. En diciembre de 1983 se graduó, ingresando al escalafón de oficiales de la Fuerza Aérea Colombiana como Subteniente, obteniendo el 1.er puesto en la especialidad de piloto militar.
Desde su graduación, inició su carrera como piloto de combate e instructor de vuelo en aviones de entrenamiento y ataque AT-33, reconocimiento aéreo RT-33 y caza bombarderos supersónicos Mirage 5. Posteriormente, continuó su carrera en aeronaves de transporte de carga y pasajeros, terminando como instructor del tanquero KC-137. En su experiencia de carrera ha acumulado 7.000 horas de vuelo.

## Estudios
El General Rueda es Administrador Aeronáutico, con especialización en Estado Mayor y Magíster en Seguridad y Defensa Nacional; realizó el programa de Alto Desempeño Empresarial PADE con la Universidad de la Sabana y se graduó del Air War College en la Universidad del Aire de la USAF, Base Aérea Maxwell, en Montgomery, Alabama, Estados Unidos.

## Mandos
Ha desempeñado, entre otros, los siguientes cargos: comandante de los Escuadrones de Combate 211 T-33 y 212 Mirage; segundo comandante y jefe de Estado Mayor del Comando Aéreo de Transporte Militar, CATAM; comandante del Comando Aéreo de Combate No. 2, Base Aérea Apiay; director de la Escuela Militar de Aviación, Base Aérea Marco Fidel Suárez; comandante del Comando Aéreo de combate No. 1., Base Aérea Germán Olano; jefe de Educación Aeronáutica e inspector general de la Fuerza Aérea Colombiana.

## Condecoraciones
Entre los reconocimientos y distinciones más importantes se destacan:
- Medalla servicios distinguidos en orden público.
- Medalla Francisco José de Caldas, por méritos académicos, primer puesto en el Curso de Comando.
- Medalla al logro, otorgada por la Fuerza Aérea de los Estados Unidos.
- Medalla de 35 años de servicio.[2]